# Ehrenfried Schulz
Ehrenfried Schulz (* 13. November 1939 in Apolda, Thüringen; † 31. Juli 2016 in München) war ein deutscher römisch-katholischer Theologe, Religionspädagoge und Universitätsprofessor.

## Leben
Ehrenfried Schulz wuchs im Sudetenland auf und siedelte 1957 in die Bundesrepublik Deutschland über. Er studierte von 1958 bis 1964 Philosophie und Theologie in Königstein, München und Hildesheim.
Am 22. Februar 1964 empfing er in Hildesheim die Priesterweihe für das Bistum Hildesheim. Nach mehreren Jahren in der Seelsorge in Lüneburg (1964–1967, St.-Marien-Kirche), Bremen (St.-Willehad-Kirche) und Hildesheim sowie zuletzt zwei Jahre als Pastor der St.-Barbara-Kirche in Sudmerberg, einem Stadtteil von Goslar, setzte er 1971 seine Studien am Münchner Institut für Katechetik und Homiletik und an der Ludwig-Maximilians-Universität München fort. 1979 wurde er bei Erich Feifel mit einer Arbeit über religiöse Elternbildung zum Dr. theol. promoviert. Anschließend war er als Akademischer Rat am Institut für Praktische Theologie der Katholisch-Theologischen Fakultät der Münchener Ludwig-Maximilians-Universität tätig.
1985 folgte ein Ruf auf den Lehrstuhl für Christliche Gesellschaftslehre und Pastoraltheologie der Universität Passau. 1992 wechselte er auf den Lehrstuhl für Religionspädagogik und Kerygmatik am Institut für Praktische Theologie der Katholisch-Theologischen Fakultät der Münchener Ludwig-Maximilians-Universität. Nach seiner Pensionierung 2005 wurde der Lehrstuhl nicht mehr nachbesetzt.
Ehrenfried Schulz arbeitete – wie schon während seiner Tätigkeit als Professor – in der Seelsorge in Schwabinger Gemeinden mit. Ebenso engagierte er sich in der Fortbildung von Seelsorgern, z. B. begleitete er im Rahmen des Kursangebots am Institut für Theologische und Pastorale Fortbildung Freising über sieben Jahre den Kurs Führen und Leiten in der Seelsorge. In der Erwachsenenbildung war Schulz als Dozent für die Münchner Seniorenakademie und das Seniorenstudium der Ludwig-Maximilians-Universität tätig. 2011 unterzeichnete Schulz das Memorandum Kirche 2011: Ein notwendiger Aufbruch. Er war ein Bruder des Theologen Winfried Schulz und des Erziehungswissenschaftlers Dieter Schulz.

## Mitarbeit in Verbänden und Gremien
- Katholische Bildungsstätten für Sozialberufe in Bayern. Kirchliche Stiftung des öffentlichen Rechts. Die Stiftung ist Trägerin der Katholischen Stiftungsfachhochschule München und anderer Bildungseinrichtungen. Er war von 2006 bis 2011 Mitglied des Stiftungsrates.
- Katholische Akademie in Bayern, (Mitglied im Bildungsausschuss)
- Der Prediger und Katechet, Mitglied des Redaktionskollegiums
- Katholische Erziehergemeinschaft (KEG) (Geistlicher Beirat)
- Konferenz der bayerischen Pastoraltheologen

## Werke (Auswahl)

### Publikationen in Buchform
- Religiöse Elternbildung als Lebenshilfe. Eine humanwissenschaftlich  orientierter theologischer Modellentwurf, (= Studien zur praktischen Theologie, Band 20) Zürich, Einsiedeln, Köln 1979, (zugl. Hochschulschrift, München, Univ., Kath.-Theol. Fak., Diss., 1979) ISBN 3-545-21520-2.
- Bausteine für eine religiöse Elementarerziehung München 1980, ISBN 3-7698-0393-0.
- Im Auftrag des Menschenfischers. Gemeindepastoral im Jahr 2000, München 1993, ISBN 3-7904-0603-1.

## Herausgeberschaften
- Neue Wege in der Ehevorbereitung. Ein umfassendes Konzept der Pastoral zur Befähigung von jungen Menschen für ein Ehe- und Familienleben aus dem Glauben, Würzburg 1983, (= Pastorale Handreichungen), ISBN 3-429-00816-6.
- mit Hubert Brosseder, Heribert Wahl: Den Menschen nachgehen. Offene Seelsorge als Diakonie in der Gesellschaft. Hans Schilling zum 60. Geburtstag von Freunden, Schülern und Kollegen, Sankt Ottilien 1987, ISBN 3-88096-023-2.
- Johannes Gründel (Beitrag), u. a. Ein Katechismus für die Welt : Informationen und Anfragen (= Schriften der Katholischen Akademie in Bayern, Band 150) Düsseldorf 1994, ISBN 3-491-77955-3.
- mit Otto Wahl: Unsere Hoffnung – Gottes Wort. Die alttestamentlichen Lesungen der Sonn- und Festtage, Lesejahr C. Begründet von Heinrich Kahlefeld und Otto Knoch Frankfurt am Main 1994, ISBN 3-7820-0693-3.
- Herr, lehre uns beten! : Katechetisch-mystagogische Predigtvorlagen zu Gebeten aus dem „Gotteslob“; Erich Feifel zum 70. Geburtstag, München 1995, (= Der Prediger und Katechet, Jahrgang 134, Sonderband), ISBN 3-87904-088-5.
- mit Otto Wahl: Unsere Hoffnung – Gottes Wort. Die alttestamentlichen Lesungen der Sonn- und Festtage, Band Lesejahr A. Begründet von Heinrich Kahlefeld und Otto Knoch Frankfurt am Main 1995, ISBN 3-7820-0726-3.
- mit Otto Wahl: Unsere Hoffnung – Gottes Wort. Die alttestamentlichen Lesungen der Sonn- und Festtage, Band Lesejahr B. Begründet von Heinrich Kahlefeld und Otto Knoch Frankfurt am Main 1996, ISBN 3-7820-0749-2.
- mit Otto Wahl: Kahlefeld und Otto Knoch Frankfurt am Main 1997, ISBN 3-7820-0778-6.
- Sterben, Tod und Trauer, (= Predigten mit Hintergrund), (= Der Prediger und Katechet, Sonderband), Donauwörth 1998, ISBN 978-3-87904-250-0.
- Von Gottes Segen leben, (= Predigten mit Hintergrund), Donauwörth 2001, ISBN 3-87904-278-0.
- Faszination Wallfahrt. Die auf heilige Reise gehen, (= Predigten mit Hintergrund), Donauwörth 2005, ISBN 3-87904-303-5.

### Beiträge in Sammelwerken
- Franz Stephan Rautenstrauch (1734-1785) Abt von Břevnov und Begründer der Pastoraltheologie. in: Tausend Jahre Benediktiner in den Klöstern Břevnov, Braunau und Rohr, (= Studien und Mitteilungen zur Geschichte des Benediktinerordens und seiner Zweige, 33. Ergänzungsband), EOS Verlag, St. Ottilien 1993, ISBN 3-88096-623-0, S. 521–538.
- Wie Abraham – In den Fremden Gott begegnen, in: Hubert Brosseder (Hrsg.), Abraham. Gestalten des Alten Testaments in Erwachsenenbildung, Predigt und Unterricht, Wewel-Verlag, München 1996, ISBN 978-3-87904-200-5, S. 43–46.
- Situationsanalyse, in: Stephan Mokry (Hrsg.), Katharina Döhner (Hrsg.), Nur Schönwetterberufe? Laien im pastoralen Dienst zwischen Finanznot und Idealismus, Würzburg 2006, ISBN 978-3-429-02836-7.
- Gottes Träume werden wahr. Sach 4,1-6.10-14, in: Sven van Meegen (Hrsg.), Markus Graulich (Hrsg.), Menschen-Rechte: Theologische Perspektiven zum 60. Jahrestag der Proklamation der allgemeinen Erklärung der Menschenrechte, Münster 2008, ISBN 978-3-8258-1494-6.
- Missionarisch Kirche sein in der Welt von heute, in: Ulrich Babinsky (Hrsg.), Eine lebendige Pfarrgemeinde. St. Ludwig in München. Helmut Hempfer zum achtzigsten Geburtstag, München 2008, ISBN 978-3-8316-0839-3, S. 79–122.[6]
- Das „Institut für Katechetik und Homiletik“ (1964–1982) – ein Ruhmesblatt für den nachkonziliaren Aufbruch der deutschen Kirche, in: Heribert Wahl (Hrsg.), Den „Sprung nach vorn“ neu wagen. Pastoraltheologie ,nach‘ dem Konzil. Rückblicke und Ausblicke (= Studien zur Theologie und Praxis der Seelsorge, Band 80), Würzburg 2009, ISBN 978-3-429-03190-9, S. 179–194.
- „Denn Du kommst unseren Handlungen mit Deiner Eingebung zuvor...“ Plädoyer für ein spirituelles Verständnis von (Pastoral)Theologie und Seelsorge. In: Gundo Lames, Stefan Nober, Christoph Morgen (Hrsg.): Psychologisch, pastoral, diakonisch. Praktische Theologie für die Menschen. Heribert Wahl zum 65. Geburtstag. Paulinus, Trier 2010, ISBN 978-3-7902-1801-5, S. 355–369.
- Die Kirche verkümmert, wenn sie keine Visionen hat. Warum die Gemeinde "vor Ort" bleiben muss. In: Konrad Hilpert (Hrsg.): Generation Konzil. Zeitzeugen berichten. Herder, Freiburg im Breisgau 2013, ISBN 978-3-451-30916-8, S. 125–172.

### Lexikonartikel
- Institut für Katechetik und Homiletik (IKH), in: Norbert Mette (Hrsg.), Folkert Rickers (Hrsg.), Lexikon der Religionspädagogik, Neukirchen-Vluyn 2001, ISBN 978-3-7887-2153-4, S. 869–871.

### Artikel in Fachzeitschriften
- Der Praxisbezug der Theologie als Wissenschaft – Reflexionen zum Glauben Lernen an einer Theologischen Fakultät, in: Münchener Theologische Zeitschrift, 48. Jahrgang, 1997, Heft 3/4 (Sonderheft), S. 265–285.
- Kriterien, Perspektiven und Handlungsmuster als spirituelle Fährtensuche, in: zur debatte, 2006, Heft 5.
- Pastorale Identität – Bausteine zum Kompetenzprofil von Seelsorgern, in: Theologische Quartalschrift, Trier, 2007, Heft 4, Seite 357–375.
- Dein Wille geschehe, in. misericordia, 2009, Heft 5, Seite 3,[7]
- Denn dein ist das Reich und die Kraft und die Herrlichkeit in Ewigkeit. Amen, in: misericordia, 2009, Heft 12, Seite 3.[8]

### Rezensionen (in Auswahl)
- Das besondere Buch (Rezensionen zu): Martina Blasberg-Kuhnke (Hrsg.), Andreas Wittrahm (Hrsg.), Altern in Freiheit und Würde. Handbuch christliche Altenarbeit, München 2007, und Christine Fleck-Bohaumilitzky (Hrsg.) und Christian Fleck (Hrsg.), Du hast kaum gelebt. Trauerbegleitung für Eltern, die ihre Kinder vor, während oder kurz nach der Geburt verloren haben, Stuttgart 2006, in Der Prediger und Katechet, 2008, Heft 5, S. 739–740. Die erste der beiden Rezensionen ist auch online verfügbar: [9]

### Beiträge in Predigtzeitschriften und andere publizierte Predigten (Auswahl)
- Was die Verstorbenen brauchen. (Mt 5,6, Ps 42,3, Röm 11,22, Ps 35,10, Lk 24,36 und Joh 20,23), in: Der Prediger und Katechet (PUK), 113. Jahrgang, 1973/74, S. 818–820.
- Bei Gott besitzt jeder Mensch Ewigkeitswert. Predigt zum Jahresschluß, in: PUK, 121. Jahrgang, 1981/82, Heft 1, S. 56–58.
- Studium als Weg zur Weisheit (1 Kön 3,5.7-12). Predigt zum Semestereröffnungsgottesdienst 4. November 1992 München St. Ludwig, in: Münchener Theologische Zeitschrift,[10]
- Unterwegs nach Ostern – mit der Verheißung des Regenbogenbundes (Gottesdeinstmodell mit Lesepredigt zu Gen 9, 8-19, 1. Fastensonntag), in: PUK, 142. Jahrgang, 2003, Heft 2, S. 280–284.
- Gottes Geist – in allen Christen und für jede Gemeinde. Zweiter Sonntag – 14. Januar 2007, in: PUK, 146. Jahrgang, 2007, Heft 1.
- Gott bezahlt nicht, Gott beschenkt (Mt 20,1–16a). Predigt zum Fünfundzwanzigsten Sonntag – 21. September 2008, in: PUK, 147. Jahrgang 2008, Heft 5.[11]
- In Jesu Namen füreinander da sein. (Predigt zum Gründonnerstag – 1. April 2010, I), in: PUK, 149. Jahrgang, 2010, Heft 3,
- Gutes Geleit – allerwegen!   (Predigt zum Fronleichnam – 3. Juni 2010, II), in: PUK, 149. Jahrgang, 2010, Heft 4, .
- Warum eigentlich ein Mensch des Dankes sein?  (Predigt zum Achtundzwanzigster Sonntag – 10. Oktober 2010, I), in: PUK, 149. Jahrgang, 2010, Heft 5, .
- Nicht Janus, sondern Jesus Christus ist der Herr der Zeit. (Gal 4,4-7; Lk 2,16-21) Predigt  Neujahr – Fest der Gottesmutter – 1. Januar 2012, in: PUK, 151. Jahrgang, 2012, Heft 1, 80 - 82.
- Maßnehmen an der Großherzigkeit des Gottesknechtes. (Jes 42,51-4.6-7; Mk 1,7-11) Lesepredigt  Taufe des Herrn Neujahr – 8. Januar 2012, in: PUK, 151. Jahrgang, 2012, Heft 1 101 - 103.
- Wer es mit Gott zu tun bekommt. Zehnter Sonntag im Jahreskreis – 9. Juni 2013, in: PUK, 152. Jahrgang, 2013, Heft 4.
- Den »Tag der Wiederkunft Christi« gelassen erwarten. Lesepredigt Einunddreißigster Sonntag im Jahreskreis – 3. November 2013, in: PUK, 152. Jahrgang, 2013, Heft 6.
- Die Unanschaulichkeit des Heils braucht und bekommt ein Gesicht durch die Geburt Jesu. Weihnachten – 24./25. Dezember 2013, in: PUK, 153. Jahrgang, 2014, Heft 1.
- Eine Weissagung mit Tragweite. Darstellung des Herrn – 2. Februar 2014, in: PUK, 153. Jahrgang, 2014, Heft 2.
- Mit Freimut das »Evangelium der Freude« bezeugen. Hll. Petrus und Paulus – 29. Juni 2014, in: PUK, 153. Jahrgang, 2014, Heft 4.
- Mit dem »Antlitz der täglichen Armseligkeit« Gott preisen. Lesepredigt zum 18. Sonntag im Jahreskreis – 03. August 2014. in: PUK, 153. Jahrgang, 2014, Heft 1.